# The Feminine Divine
The Feminine Divine è il sesto album in studio del gruppo musicale inglese Dexys, pubblicato nel 2023.

## Tracce
1. The One That Loves You – 4:33 (Kevin Rowland, Jim Paterson)
2. It's Alright Kevin (Manhood 2023) – 5:02 (Rowland, Paterson)
3. I'm Going to Get Free – 3:26 (Rowland)
4. Coming Home – 3:29 (Rowland, Paterson)
5. The Feminine Divine – 4:37 (Rowland, Sean Read)
6. My Goddess Is – 3:29 (Rowland, Michael Timothy)
7. Goddess Rules – 3:23 (Rowland, Timothy, Kamaria Castang)
8. My Submission – 6:15 (Rowland, Read)
9. Dance with Me – 5:24 (Rowland, Timothy)